# Pedro Benítez (football, 1981)
Pour les articles homonymes, voir Pedro Benítez, Benitez et Domínguez.
Pedro Juan Benítez Domínguez (né le 23 mars 1981 à Luque au Paraguay) est un joueur de football international paraguayen, qui évolue au poste de défenseur et milieu.

## Biographie

### Carrière en sélection
Avec l'équipe du Paraguay, il joue 12 matchs (pour aucun but inscrit) entre 2004 et 2013. 
Il figure dans le groupe des sélectionnés lors des Copa América de 2001 et de 2004.
Il participe également aux Jeux olympiques de 2004, où il remporte la médaille d'argent.
Il joue enfin la Coupe du monde des moins de 20 ans 2001 organisée en Argentine.

## Palmarès
| \| Cerro Porteño - Championnat du Paraguay (3) : - Champion : 2004, 2005 et 2012 (Ouverture). \| \| Club Libertad - Championnat du Paraguay (5) : - Champion : 2006, 2007, 2008 (Ouverture), 2014 (Ouverture) et 2014 (Clôture). \| |  | Paraguay olympique - Jeux olympiques : - Argent : 2004.                                                                      |
| Cerro Porteño - Championnat du Paraguay (3) : - Champion : 2004, 2005 et 2012 (Ouverture). |  | Club Libertad - Championnat du Paraguay (5) : - Champion : 2006, 2007, 2008 (Ouverture), 2014 (Ouverture) et 2014 (Clôture). |